# 六氟砷酸五氮
六氟砷酸五氮，化学式{\displaystyle {\rm {\ N_{5}^{+}[AsF_{6}]^{-}}}}，白色晶体，极易爆炸，爆炸时，分解出大量氮气。室温下不稳定，需在 −78°C 保存。含 {\displaystyle {\rm {\ N_{5}^{+}}}} 离子，该离子结构是五个氮原子呈V字型排列，由5个氮原子形成两个三键和两个单键构成。其中一个氮原子最外层只带4个电子，所以整个分子显正一价。
1999年，Christe 等利用如下反应首次制得 {\displaystyle {\rm {\ N_{5}^{+}[AsF_{6}]^{-}}}}：
{\displaystyle {\rm {\ N_{2}F^{+}[AsF_{6}]^{-}+HN_{3}\rightarrow N_{5}^{+}[AsF_{6}]^{-}+HF}}}